# Allotopus
Allotopus es un género de coleóptero de la familia Lucanidae.

## Especies
- Allotopus moellenkampi (Fruhstofer, 1894)
- Allotopus rosenbergi (van Vollenhoven, 1872)